# El Zulia
El Zulia es un municipio colombiano ubicado en la región oriental del departamento de Norte de Santander. Hace parte del Área metropolitana de Cúcuta, distando solo 13 kilómetros de la capital del departamento. Limita al norte y al oriente con Cúcuta, al sur con San Cayetano y Santiago y al occidente con Sardinata y Gramalote. Es bañado por los ríos Peralonso, San Miguel y Zulia.

## Historia

### Princesa Zulia
Respecto al origen del nombre del municipio, hay varias hipótesis, una es que este deriva de la Princesa Zulia, de la que se tejen innumerables leyendas.Según la leyenda, era hija del cacique Cinera que habitaba las riberas del río Zulasquilla, en los dominios del actual municipio de Arboledas.
Zulia heredó de su padre el don de mando y el valor de sus principios e ideales. Era una extraordinaria belleza. Su padre tuvo conocimientos de la presencia de los españoles y temeroso de ser nuevamente arrasado su territorio, como lo había hecho Ambrosio Alfínger, mandó a su hija a reunir las tribus vecinas como las Guanes, en un plan defensivo. Regresó y encontró a su padre colgado de un árbol y al pueblo arrasado por los españoles, al mando del capitán Diego de Montes.
Un hijo del cacique Mara, añú y a la vez hijo adoptivo del cacique Cúcuta, corrió a su llamado con un gran número de valientes guerreros llegando a contar con dos mil hombres listos para el combate en tierras Salazareñas, donde se encontraba el capitán Diego de Montes. Hubo un combate, se le derrotó y dio muerte al capitán causante de la muerte del cacique Cinera.

### Municipio
El Zulia fue erigido municipio de Norte de Santander, el 1 de diciembre de 1960, bajo ordenanza de la Asamblea Departamental. Su primer alcalde fue el abogado Luis Antonio Cáceres, designado por el gobernador de la época, Carlos Vera Villamizar. 
En la década de 1960, el dirigente nortesantandereano Virgilio Barco promovió desde los ministerios de Obras Públicas y Agricultura, la construcción de vías que mejoraron su comunicación y del Distrito de Riego, que ha favorecido los cultivos de arroz y de caña, tan importantes en la economía regional que cuenta con recursos como el agua y el carbón.

## Educación
Entre la dotación educativa del municipio, se cuenta con el Centro CEDRUM del SENA Norte de Santander. 

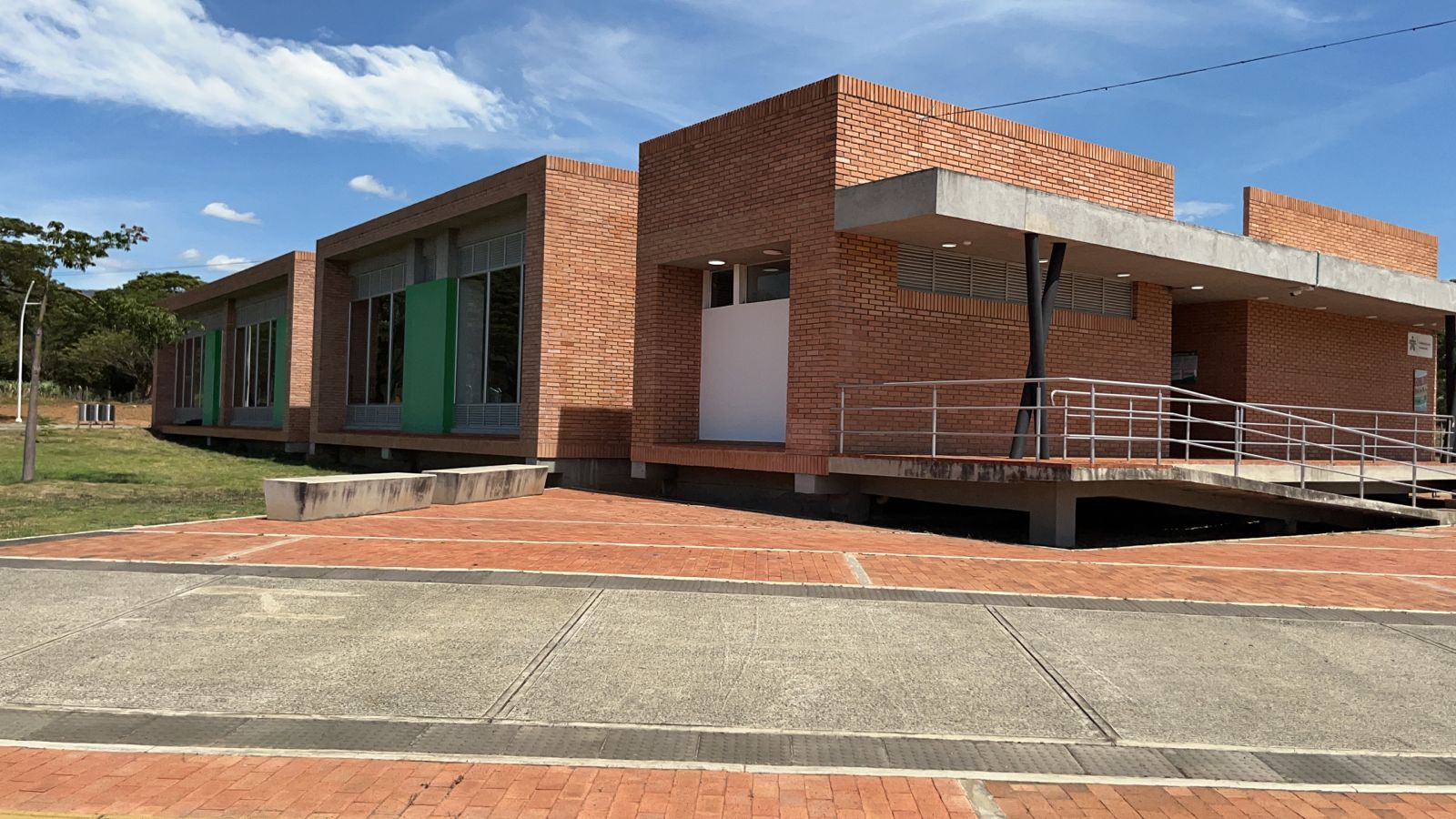
CEDRUM - SENA El Zulia, Norte de Santander

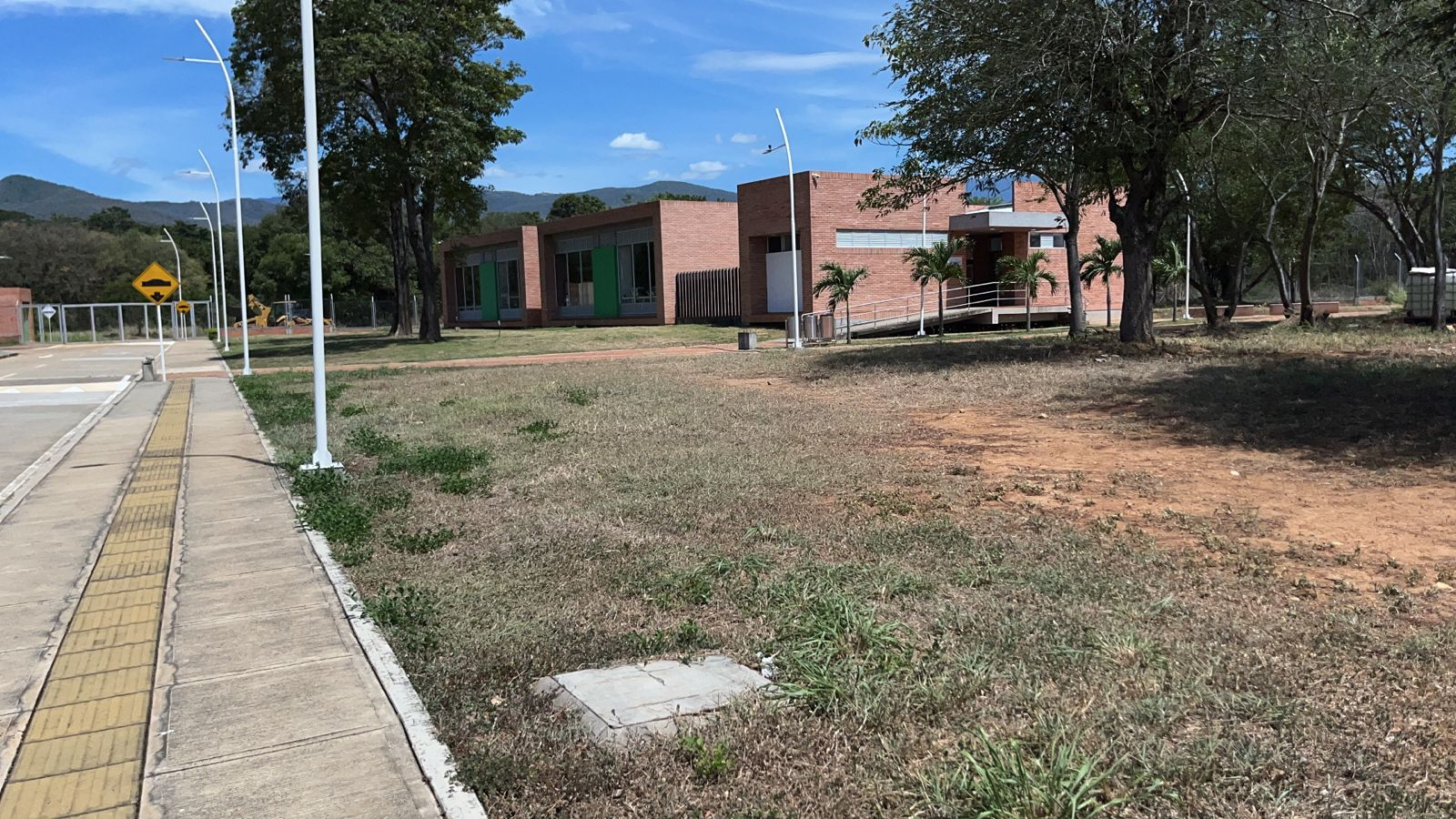
CEDRUM - SENA El Zulia, Norte de Santander

## Geografía

### División Político-Administrativa
Además de su cabecera municipal, El Zulia tiene bajo su jurisdicción los siguientes centros poblados:
- Precozul
- Astilleros La Ye
- Camilandia
- Cristo Rey
- El Tablazo
- Las Brisas - 7 de Agosto
- Las Piedras
- Santa Rosa
- Rancho Grande

## Economía y turismo
En cuanto a su economía, el municipio se dedica principalmente a la ganadería (bovinos de carne y doble propósito, ovinos de carne, caprinos, y porcinos), la agricultura (café, arroz, maíz, yuca, cacao, caña de azúcar, pasto para ganadería) y la minería (arcillas, calizas, carbón y arenas).

### Festividades
Entre las festividades que se celebran en el municipio, destaca la Semana Santa, siendo una de las más reconocidas por los católicos en Norte de Santander. El evento se caracteriza por las procesiones, los actos religiosos, el cuidado de cada detalle y la riqueza de los ornamentos de figuras que forman parte de las procesiones que se realizan en las calles del municipio, a partir del Domingo de Ramos.
También se realizan las siguientes festividades:
- Fiesta patronal San Antonio de Padua (13 de junio).
- Ferias y fiestas de la minería.
- La virgen de la Tablita.
- Reinado fronterizo de la caña.
- Carnavales de Reyes (Fin de semana del 6 de enero).

### Sitios turísticos
Entre los sitios turísticos se cuenta con los siguientes lugares: 
- Valle del río Zulia.
- Las Piedras.
- Represa del Incora.
- Iglesia San Antonio de Padua.
- La Virgen de la Tablita.
- Las Cascadas de San Miguel.
- Pozo paraíso.
- Cerro León.
- Rancho grande.